# 君が暮らす街
「君が暮らす街」（きみがくらすまち）は、2010年10月20日に発売された日本の歌手・清水翔太の8枚目のシングル。

## 収録曲
CD
1. 君が暮らす街
  - 作詞：清水翔太／作曲：清水翔太／編曲：村山晋一郎
2. Don't Cry
  - 作詞：清水翔太／作曲：清水翔太／編曲：塩川満己
3. 「アイシテル」 DJ HASEBE Hip Hop Remix
  - 作詞：清水翔太／作曲：清水翔太／編曲：DJ HASEBE
4. 君が暮らす街-instrumental-

DVD
初回生産限定盤のみ
1. GOODBYE Music Video
2. Journey Tour 2010 DVD Trailer